# Jean Eudes
Pour les articles homonymes, voir Saint Jean, Eudes et Eudistes (homonymie).
Jean Eudes, né le 14 novembre 1601 à Ri, en Normandie (France) et mort le 19 août 1680 à Caen (France), est un prêtre français oratorien, fondateur d'un institut religieux consacré à la formation des prêtres, et d'un ordre religieux voué à la réhabilitation des « filles repenties ».
À l'origine de plusieurs séminaires dans sa Normandie natale, il est un artisan de l'introduction des réformes du concile de Trente, en France, ainsi qu'un acteur majeur de l'École française de spiritualité. Il a été canonisé par le pape Pie XI en 1925.
Il est au XVIIe siècle le grand propagandiste du culte au Sacré-Cœur de Jésus et au Cœur immaculé de Marie.

## Biographie

### Famille, enfance et formation
Jean Eudes est né le 14 novembre 1601 à Ri, près d'Argentan, en Normandie. Il est le fils aîné d'Isaac Eudes, chirurgien et de son épouse, Martha Corbin. Son père, qui se destinait à la prêtrise, y renonça pour s'occuper du domaine fieffé à ses ancêtres, seul survivant de sa famille anéantie par la peste de 1587. Jean, voué à la Vierge Marie par ses parents, a quatre sœurs et deux frères, dont l'historien François Eudes de Mézeray (1610-1683).
Dès son bas âge, Jean Eudes montre des signes de grande piété et reçoit la première communion le 26 mai 1613. Il est autorisé à communier chaque mois jusqu'à sa quatorzième année.
Enfant, il reçoit les premiers enseignements de sa formation religieuse et intellectuelle dans l'école d'un prêtre du voisinage : Jacques Blanette. Constatant ses rapides progrès en lettres humaines, son père lui fait donner des cours de latin et de grec.

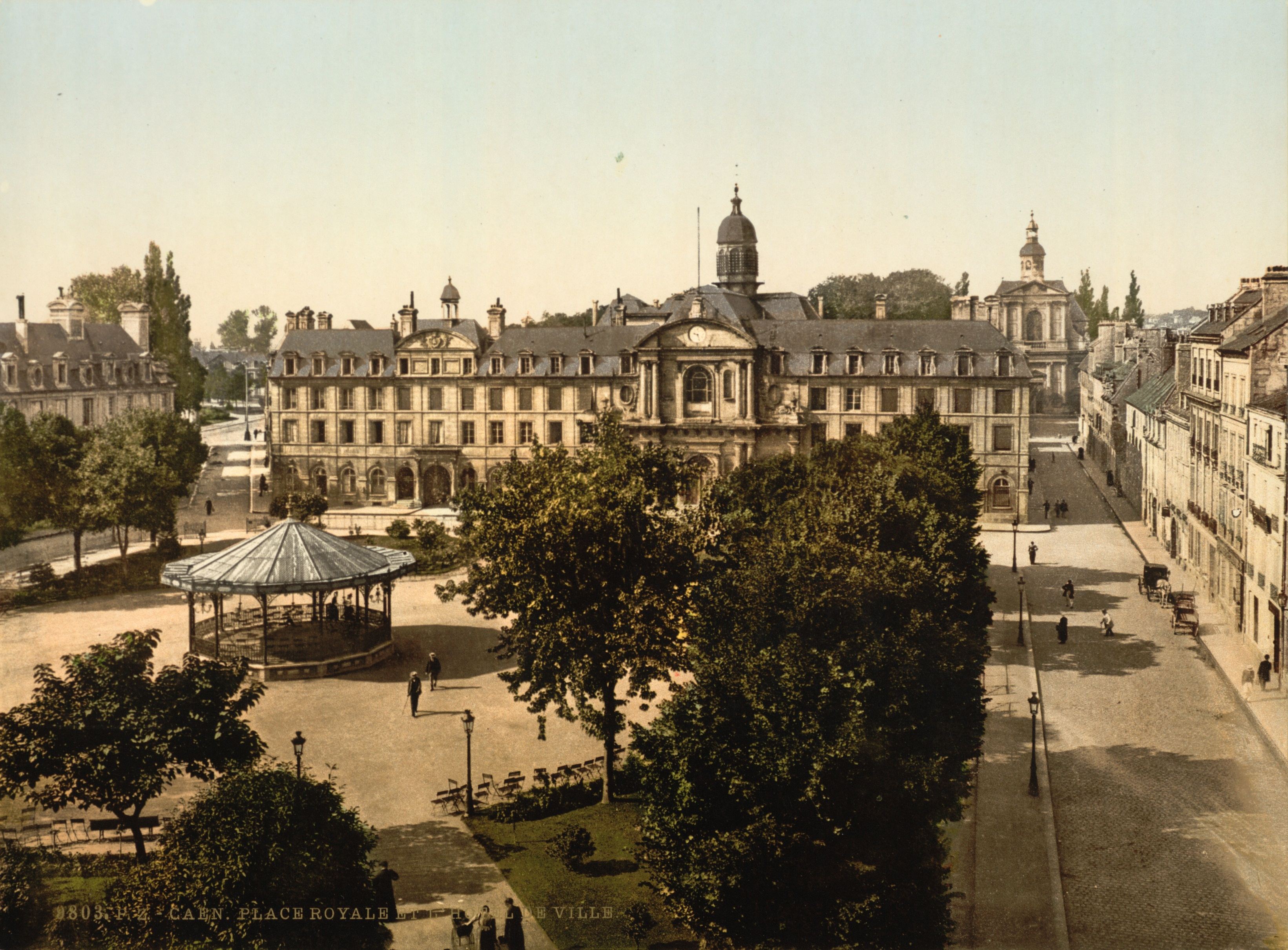
L'ancien séminaire des Eudistes à Caen.

En sa 12e année, suivant l'exemple de saint Edmond de Cantorbéry, il épouse Marie, mère de Jésus, en passant une bague au doigt d'une statue de la Vierge. Devenu adulte, il rédigera les clauses de cette union dans son Contrat d'alliance avec la Sainte Vierge. En sa 14e année, il fait vœu de chasteté, son confesseur ne lui ayant pas permis de le faire avant.
S'appliquant à mener une vie pieuse et vertueuse, il est surnommé « le dévot Eudes » par ses camarades de classe.
Après avoir accompli ses humanités au collège des Jésuites de Caen où il entre directement en 4e année grâce à sa formation antérieure, Jean Eudes étudie la philosophie. Avec l'autorisation de son père, il embrasse la vie religieuse : en septembre 1620, il reçoit la tonsure et les quatre ordres mineurs de l'évêque de Séez, Jacques Camus de Pontcarré. Le 27 août 1621, il reçoit son certificat de philosophie et entre en théologie. Il est admis, le 23 mars 1623, dans la toute récente Société de l'oratoire de Jésus de France, rue Saint-Honoré, à Paris, où il est accueilli par le fondateur, le cardinal Pierre de Bérulle. La même année ses supérieurs lui demandent de commencer à prêcher alors qu'il n'est encore que novice. En 1624, il est nommé à l'ordre de sous-diacre à Sées puis l'année suivante de diacre à Bayeux. Ordonné prêtre le 20 décembre 1625, il célèbre le 25 de ce mois, jour de Noël, sa première messe, avant de poursuivre ses études théologiques dans la communauté oratorienne d'Aubervilliers. Il est rappelé à Paris par le père de Bérulle vers la fin de novembre 1626 où il reste sept mois avant d'être définitivement associé à l'Oratoire.

### Missionnaire
Revenu en 1627 en Normandie, il est d'abord envoyé dans la région de Vrigny (diocèse de Séez), touchée par la peste puis à Argentan, frappé à son tour par l'épidémie. A la fin du fléau, il est assigné à l'Oratoire de Caen où il passe cinq années à se préparer à la vie de missionnaire. En 1631, la peste apparaît à Caen : il repart au secours des pestiférés et assiste dans leurs derniers moments son supérieur et deux de ses confrères atteints par le fléau. Pour éviter de contaminer ses coreligionnaires, il se retire la nuit dans un tonneau que les religieuses de la Trinité ont fait placer pour lui servir de refuge sur une parcelle de leurs prairies en bord de l'Orne à Calix. En 1632, il est envoyé aux missions dans le diocèse de Coutances. De retour à Caen, il reprend sa vie d'étude et de prière pour se remettre en mission dans le diocèse de Bayeux en 1635, notamment dans la paroisse de Fresne où il introduit l'usage de la prière en commun. Il publie à la fin de l'année l'opuscule Exercice de piété afin d'enraciner cette pratique. Il part ensuite en mission dans le diocèse de Saint-Malo l'année 1636. L'année suivante, il publie La vie et le royaume de Jésus dans les âmes chrétiennes, ouvrage qui rencontre une grande popularité. Grâce à « la limpidité, l'exactitude, la simplicité, la lucidité » qui le caractérisent et « qu'un enfant pourrait comprendre », il vulgarise ainsi la doctrine oratorienne. Il poursuit ses missions dans le Calvados et la Manche et c'est à Coutances qu'il rencontre en août 1641 Marie des Vallées dont il écrira la Vie en 1655. En janvier 1642, il est envoyé à Rouen et établi « chef de toutes les missions de la province de Normandie » par l'évêque de Rouen, François Harlay de Champvallon.

### Fondateur de la Congrégation de Jésus et Marie

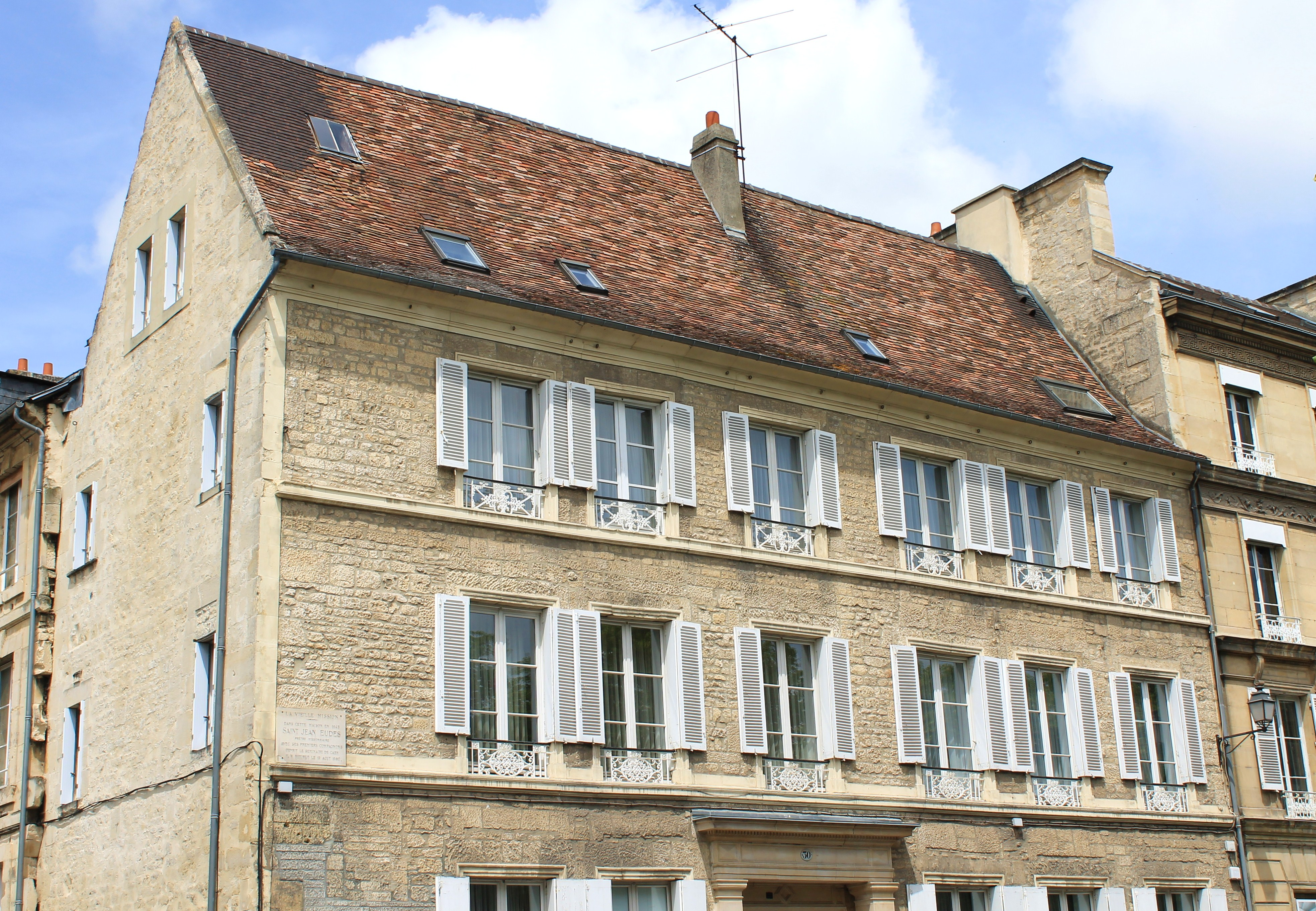
La « Vieille Mission » : première maison des Eudistes à Caen, où mourut Jean Eudes.

S'il échappe à l'épidémie de peste de 1627-1631, il découvre lors de ce fléau l'abandon matériel et spirituel dans lequel vivent les campagnes. De ce constat, il tire une priorité pour son apostolat : pour rechristianiser la société, il faut former des prêtres capables de tenir une paroisse rurale ou de prêcher des missions populaires. Il s'en ouvre aux Oratoriens qui ne le suivent pas dans son projet. Rencontrant cependant les directives du concile de Trente concernant la formation du clergé, ayant reçu début décembre 1642 de Richelieu les lettres-patentes nécessaires à l'érection de sa future congrégation, il quitte, le 19 mars 1643, la communauté de l'Oratoire de Caen, dont il était le supérieur depuis 1640, pour ouvrir un séminaire dans cette même ville. À cet effet, il regroupe sept prêtres chevronnés, des missionnaires capables de devenir des formateurs, et fonde, le 25 mars de la même année, avec l'approbation de l'évêque de Bayeux, une société de prêtres voués tant à la formation des séminaristes et du clergé qu'aux prédications populaires dans les paroisses : la congrégation de Jésus et de Marie, dite des Eudistes. De Caen, les séminaires eudistes essaimeront, du vivant de leur fondateur, à Coutances, Lisieux, Rouen, Évreux et Rennes. Au moment de sa dissolution en 1791, la congrégation comptait 18 maisons : aux cinq grands séminaires s'étaient ajoutés ceux d'Avranches, de Dol, de Senlis, de Domfront, de Valognes, de Sées et de Blois ainsi que trois petits séminaires à Caen, Rennes, Lisieux et deux résidences à Paris et à Saint-Laurent-de-Cuves (résidence de La Garlière).
Jean Eudes donne à sa congrégation des Règles latines en 1644-1645, ouvrage court et méthodique composé en deux parties : Règle du Seigneur Jésus et Règle de la très sainte Vierge Marie, Mère de Dieu. Les Constitutions, qui ne sont consolidées dans leur forme qu'en 1652 ou 1654, comportent treize livres. Elles sont approuvées par décret du Saint-Siège en 1674. Elles sont restées en vigueur jusqu'à la dispersion des membres de la Congrégation en 1792 puis rétablies lors de leur regroupement en 1826. Leur résumé est approuvé par Rome en 1851 et 1857. Leur texte est révisé et adapté aux temps en 1862 et soumis dans son intégralité à l'examen de la Sacrée congrégation des évêques et réguliers qui l'approuve par décret du 19 février 1864 per modum experimenti ad decennium. De nouveau revisités en 1873, les statuts sont approuvés et définitivement confirmés par Pie IX le 19 juin 1874.

### Fondateur de l'Ordre de Notre-Dame de la Charité

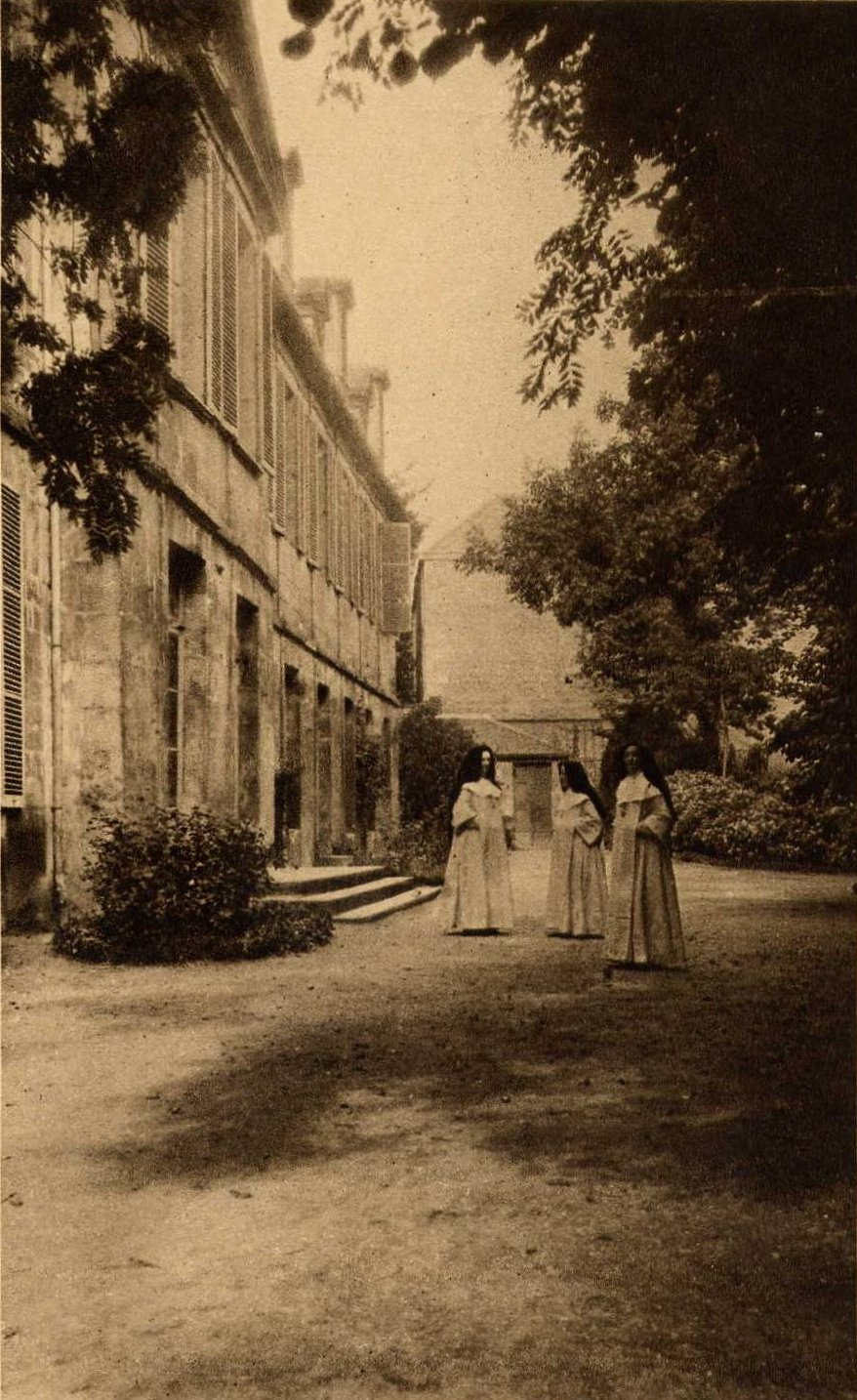
Le couvent de la Charité de Caen.

Dès 1634, Jean Eudes songe à établir à Caen un « refuge » pour les « filles repenties », c'est-à-dire des femmes désireuses de quitter le libertinage ou la prostitution. C'est chose faite en 1641, grâce à l'assistance de membres de la Compagnie du Saint-Sacrement, avec la création de Notre-Dame du Refuge. Quelque temps plus tard, il confie cette œuvre à des religieuses, et crée, avec l'assistance des Visitandines de Caen, un institut qui deviendra l'ordre de Notre-Dame de Charité, reconnu le 8 février 1651 par l'évêque de Bayeux, Mgr Molé, et par une bulle pontificale d'Alexandre VII, le 2 janvier 1666. Du vivant du fondateur, s'établissent, en plus de celui de Caen, les monastères bretons de Rennes (1673), d'Hennebont et de Vannes (1676).
Dès le début, la règle de saint Augustin est adoptée. Cependant, aux trois vœux de religion (pauvreté, chasteté et obéissance), les religieuses sont tenues d'ajouter « le vœu spécial de se consacrer à la conversion des filles et des femmes désireuses de changer de vie ».

### Prédicateur
À sa mort, le 19 août 1680 à Caen, Jean Eudes aura prêché cent dix missions, entre 1632 et 1676, dont quatre-vingt-dix en Normandie, principalement dans le diocèse de Coutances. Ces missions populaires avaient pour but de rallumer la foi ou la ferveur catholique dans les paroisses. Chacune d'entre elles durait à peu près un mois et demi. Les matinées étaient consacrées à la prédication, les après-midi au catéchisme ou à des conférences. En plus de ces activités, le missionnaire confessait la population.
Jean Eudes a également prêché en 1660 devant la reine-mère Anne d'Autriche en séjour à Paris, qui l'appréciait beaucoup et ne s'offusquait pas d'être rappelée à ses devoirs. « Voilà comme il faut prêcher : ceux qui nous flattent nous trompent, ils devraient nous dire nos vérités tout simplement » aurait-elle confié à ses courtisans. En 1671, Jean Eudes donne au château de Versailles les exercices du jubilé : Louis XIV écoute, agenouillé, son exhortation sur la Passion du Christ et reste dans cette posture et en méditation pendant un certain temps, ce qui renforce l'autorité du futur saint. Mais après avoir soutenu la fondation de la congrégation de Jésus et Marie, le monarque suspecte Jean Eudes d'hostilité à sa politique gallicane, entre 1674 et 1679, année où il retrouve les faveurs du roi lors d'une audience accordée à Saint-Germain le 17 juin.

### Créateur du culte des Sacrés-Cœurs de Jésus et de Marie
Jean Eudes se signale par son activité en faveur du culte des Cœurs de Jésus et de Marie : en 1648, au cours d'une mission à Autun, il fait célébrer, avec l'approbation de l'évêque, la messe et l'office du Cœur de Marie, dont il a composé la structure ; il fait de même, à Caen et dans quatre autres de ses séminaires, en 1672, pour la messe et l'office du Cœur de Jésus.
S'il existait depuis les premiers Pères de l'Église une dévotion aux Cœurs de Marie et de Jésus, cette adoration restait de l'ordre privé et intime. Il revient à Jean Eudes de l'avoir faite passer à l'ordre public et officiel et de l'avoir érigée « à la hauteur d'une institution liturgique ». Pour propager ce culte, il crée des confréries dans ses terres de mission, ouvertes à tous puis une société d'un type nouveau, la « Société du Cœur Admirable », ouverte uniquement aux laïques s'astreignant à la pratique de la chasteté. Il crée une image de « Notre-Dame des Cœurs » qu'il répand à profusion. Il publie un ouvrage sur cette dévotion dès 1648, qu'il réédite en l'approfondissant en 1650 et en écrit la défense en 1666 pour répondre à ses détracteurs.
Le premier pape à proclamer le saint « auteur d[e ce] culte liturgique » est Léon XIII dans son décret d'héroïcité des vertus du 6 janvier 1903. En 1909, Pie X le décrit comme « père, docteur et apôtre des cultes liturgiques des Cœurs de Jésus et de Marie », titres que confirme, en les amplifiant, Pie XI dans sa bulle de canonisation.

### Dernières années et funérailles
En revenant de Paris en juin1679 après son audience avec Louis XIV, malmené par les secousses du coche, Jean Eudes souffre d'une hernie des plus douloureuses qui aggrave son état de santé déjà préoccupant. Dans un premier temps, il se joint un coadjuteur, comme le prévoient les statuts de la congrégation mais son mal empire et il se voit contraint de se décharger de la supériorité. Le père Blouët de Camilly lui succède le 27 juin 1680. Il commence alors sa retraite annuelle avec le pressentiment qu'elle sera la dernière et se prépare à la mort. Il relit et ratifie son testament et fait une dernière visite aux Filles de Notre-Dame-de-Charité. Pendant trois semaines, il est en proie à une violente fièvre et demande les derniers sacrements. Il rend l'âme le 19 août après-midi, à l'âge de 79 ans, entouré de ses fils. Aussitôt sa mort connue, un défilé de fidèles vient saluer sa dépouille. La cérémonie des funérailles est célébrée par le curé de Notre-Dame, official de Caen, devant une foule innombrable.

## Spiritualité

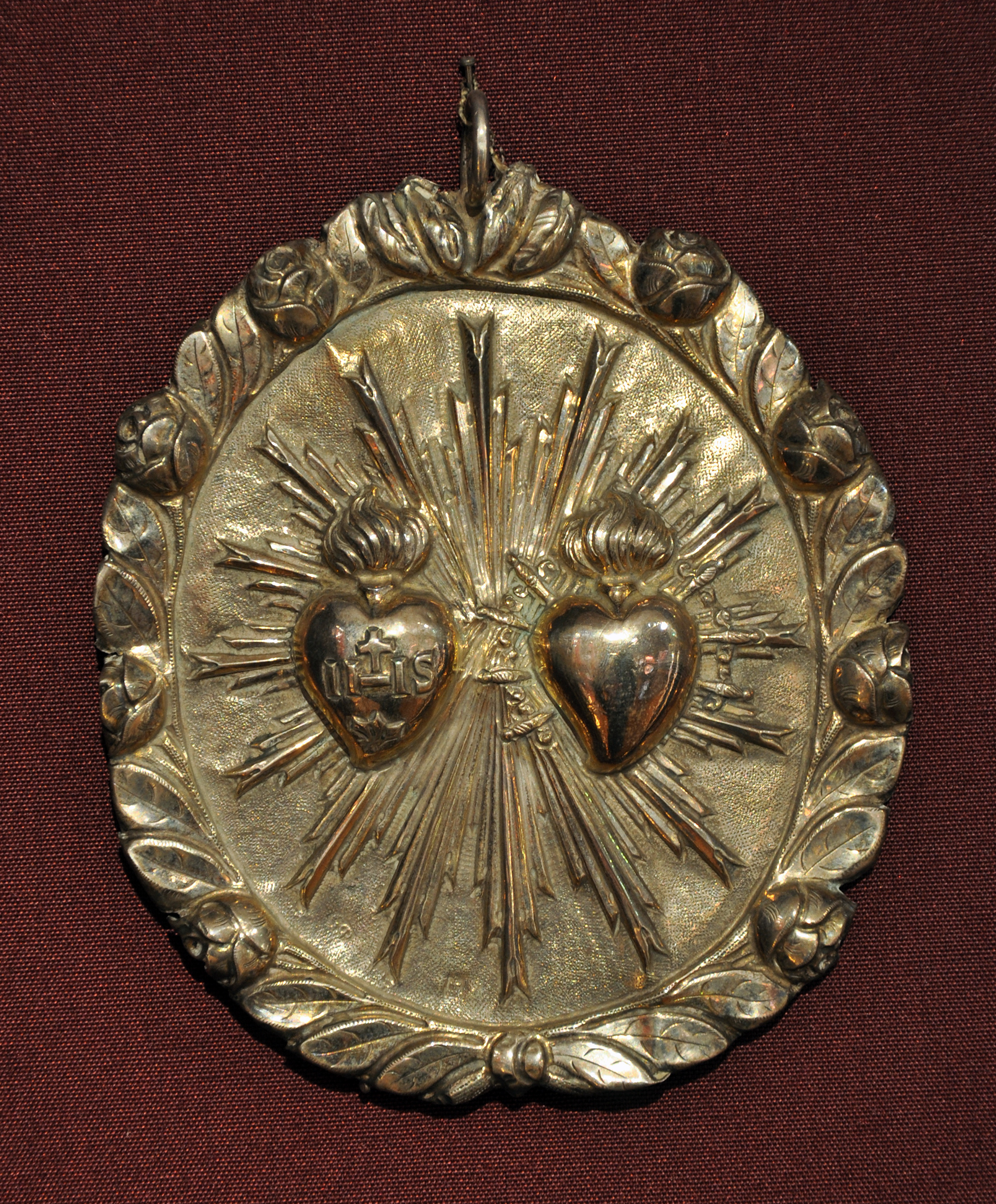
Au centre de la spiritualité de Jean Eudes : les Cœurs de Jésus et de Marie.

Comparé à son maître, Bérulle, Jean Eudes est un missionnaire plus qu'un métaphysicien. Lorsqu'il s'agit de choisir des formateurs pour son séminaire, il ne recrute pas des docteurs en Sorbonne, mais des praticiens aguerris. Dès lors, s'il reste fidèle aux caractéristiques fondamentales de la mystique bérullienne, il les reprend dans une perspective pastorale et se concentre sur ce qui lui paraît essentiel : l'engagement baptismal, l'humilité dans la disposition à Dieu, l'union spirituelle aux intentions de Jésus (les « états » chez Bérulle), la piété mariale, l'empreinte sacerdotale.
Ces différents éléments se condensent dans une image accessible et évocatrice : la dévotion au Cœur de Jésus et de Marie. « Dévotion » ne désigne pas ici un exercice de piété purement personnel : Jean Eudes milite pour un culte liturgique, c'est-à-dire une célébration collective ; de plus, le terme doit être pris au sens premier d'obéissance et d'engagement. Quant au « cœur », il ne désigne ni l'organe ni le siège des sentiments, mais bien, au sens biblique, « l'intériorité spirituelle et morale, porteuse de l'énergie de la volonté ». C'est pourquoi Jean Eudes utilise une expression qui ne dissocie pas, sur ce point, Jésus et Marie, puisque leurs dispositions intérieures convergent au service de la Trinité.
En ce sens, peut-être est-il également possible d'y voir une allusion ecclésiologique : les Actes des Apôtres n'affirment-ils pas que les premiers chrétiens ne formaient qu'un seul cœur ? Quelques années avant Marguerite-Marie Alacoque, Jean Eudes propage ainsi, dans ses prédications comme dans ses ouvrages, le culte du Sacré-Cœur, sans exploiter cependant l'idée de réparation victimaire qui sera centrale dans les apparitions de Paray-le-Monial.

## Œuvres
Toutes les œuvres de Jean Eudes ne sont pas parvenues jusqu'à nous, certaines étant restées à l'état de manuscrits.
- L'exercice de piété (1636).
- La vie et le royaume de Jésus (1637) dont la spiritualité pourrait être résumée en deux formules : « agir en Jésus, agir pour Jésus »[N 4]
- Le testament de Jésus (1641).
- Le catéchisme de la mission (1642).
- Avertissements aux confesseurs missionnaires (1644).
- La dévotion au très saint Cœur de la bienheureuse vierge Marie, (1654), réédition Éditions Delacroix.
- Offices (1652).
- Contrat de l'homme avec Dieu par le saint Baptême (1654), opuscule qui établit ce sacrement comme le point de départ de la vie chrétienne.
- La Vie admirable de Marie des Vallées et des choses prodigieuses qui se sont passées en elle (1655).
- La manière de bien servir la messe (1655, réédité en 1660), opuscule en cinq chapitres, « disposé par demandes et par réponses en forme de catéchisme »[19] pour servir de guide aux aspirants au sacerdoce.
- Méditations sur l'humilité (1662), réimprimées en 1851 sous le titre Nouveau Livre d'or[20] :
- Entretiens de l'âme chrétienne avec Dieu (1662).
- Le Bon confesseur (1666), traité de théologie pastorale.
- Manuel à l'usage d'une communauté ecclésiastique (1668), manuel de piété, recueil d'exercices spirituels.
- Constitutions pour les Sœurs de Notre-Dame-de-Charité (1670).
- L'enfance admirable de la très sainte Mère de Dieu (1676).
- Le mémorial de la vie ecclésiastique (1681), édité après la mort du saint et rédigé de 1676 à 1680.
- Le prédicateur apostolique (1685).
- Constitutions de la Congrégation de Jésus et Marie (1865).
- Regulæ congregationis Jesu et Mariae (1872).
- Lettres (1909).
- Memoriale beneficiorum Dei (1911).

## Postérité

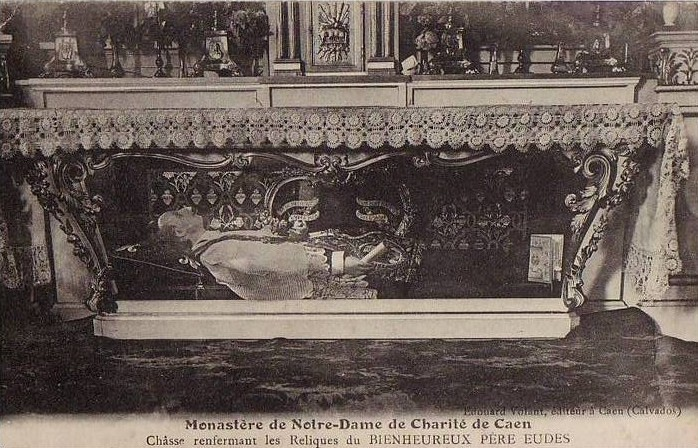
Reliquaire de saint Jean Eudes à l'église Notre-Dame-de-la-Gloriette à Caen.

### Vénération et premiers miracles

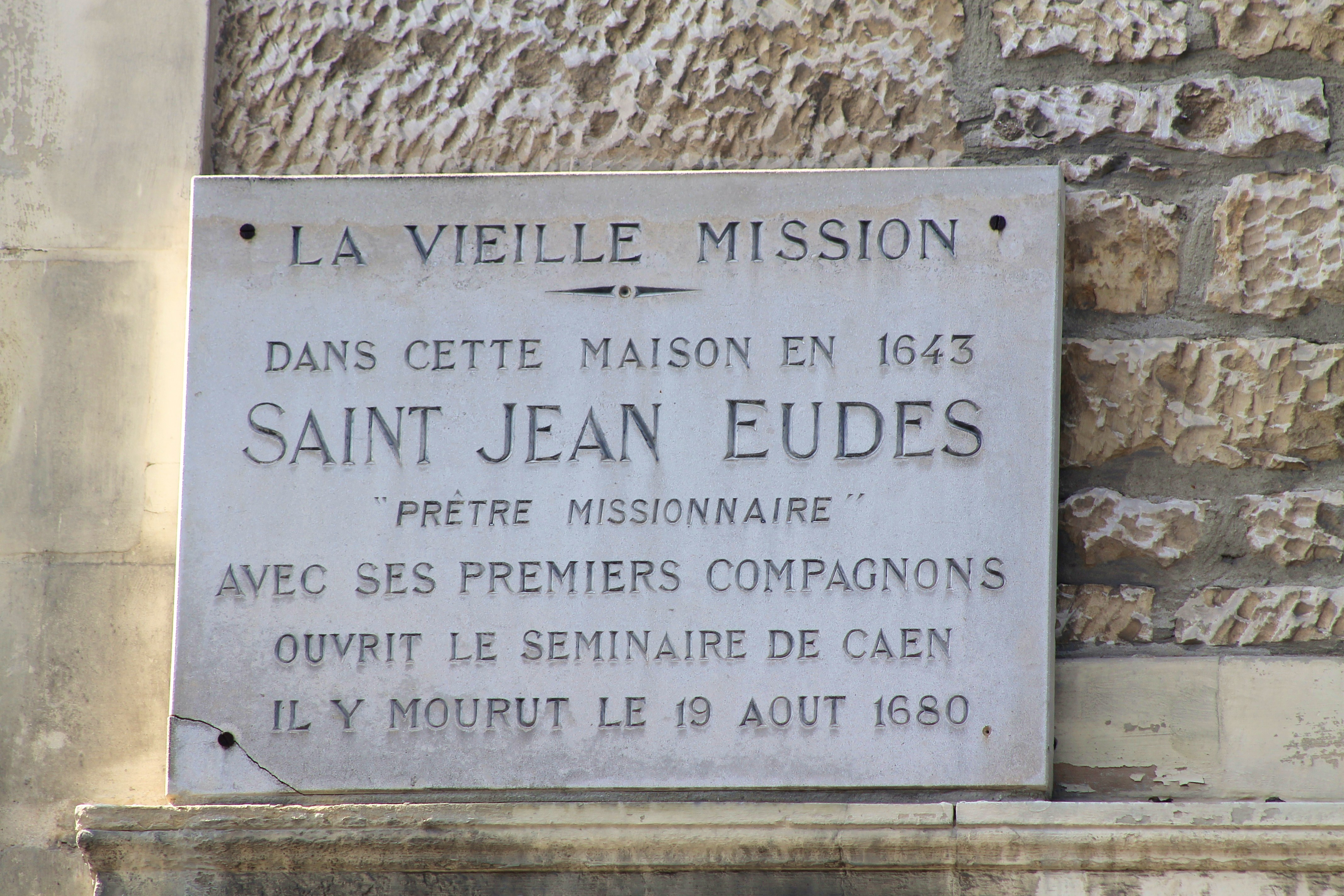
Plaque commémorative sur « la Vieille Mission », à Caen.

Après sa mort, le corps de Jean Eudes est inhumé dans l'église alors en construction des Très-Saints-Cœurs-de-Jésus-et-Marie du séminaire des Eudistes de Caen, vers le milieu du chœur. Sa sépulture est par la suite recouverte d'une dalle de marbre blanc portant l'inscription en latin : « Hic jacet venerabilis sacerdos Joannes Eudes seminariorum congregationis Jesu et Mariae Institutor ac Rector. Obit die 20 augusti 1680, aetatis suae 79 ». En 1810, ses ossements sont transférés à Notre-Dame-de-la-Gloriette. Depuis le 6 mars 1884, ils se trouvent dans la crypte sous le transept sud de cette ancienne église des Jésuites.
Dès sa mort, il fait l'objet d'une vénération comme un saint et un grand nombre de fidèles, de toutes distinctions, viennent prier sur son tombeau qui devient lieu de pèlerinage. Des « faits d'origine surnaturelle » se produisent huit jours après sa mort : une religieuse de Notre-Dame de Charité, devenue par la suite Mère de Saint-Paul Le Poutret, témoigne avoir été guérie d'une infirmité de naissance à la suite d'une neuvaine à Jean Eudes. Au premier anniversaire de sa mort, c'est une novice de Notre-Dame de Charité de Guingamp, qui révèle avoir été guérie de sa surdité partielle. De nombreuses autres guérisons sont imputées à son intercession en Normandie, en Bretagne et en Touraine mais aussi à Marseille et hors de France, en Sicile et en Angleterre. Trois de ces miracles sont reconnus par la Sacrée Congrégation des Rites. Le premier concerne sœur Augustine Chassé du monastère Notre-Dame-de-Charité de Rennes, guérie en 1874 d'un cancer de l'estomac qui la taraudait depuis trois années. Le second a lieu la même année et dans le même monastère sur la personne de Lucie Clairai, guérie d'une paralysie générale avec ulcères. Le troisième s'est opéré en 1883 sur Louis Bourdon, étudiant eudiste aveugle, qui recouvre intégralement la vue.

### Béatification
La reconnaissance de ces trois miracles conduit à la béatification de Jean Eudes par Pie X en 1909. La cérémonie se déroule dans la basilique Saint-Pierre de Rome le 25 avril. Des parents du bienheureux y assistent. Des reliques de Jean Eudes sont exposées à la vénération. Les jours suivants, les cérémonies du premier triduum sont célébrées en son honneur à l'église du Gesù.

### Canonisation
De nouveaux miracles ayant eu lieu par la suite, le dossier est rouvert. Deux d'entre eux sont reconnus et concernent sœur Jeanne-Béatrice-Londono de la Congrégation des Sœurs de la Charité et de la Présentation de Tours, guérie du diabète sucré et d'autres complications rénales ainsi que Bonaventure Romero, guéri d'une péritonite traumatique et d'une grave lésion cervicale. La canonisation de Jean Eudes est confirmée par Pie XI en 1925 et célébrée le 31 mai, en même temps que celle de sainte Thérèse de Lisieux et du curé d'Ars.
Sa fête se célèbre le 19 août.
Le 8 novembre 2014 à l'occasion de la session plénière de la Conférence des évêques de France, Michel Dubost a annoncé le soutien de la conférence pour la cause de saint Jean Eudes comme docteur de l'Église. En décembre 2016, Luc Crepy, évêque du Puy-en-Velay, a rencontré le pape François en audience privée pour soutenir cette cause. En avril 2017, les treize volumes des œuvres complètes du saint ont été déposés auprès du Dicastère pour les causes des Saints.

### Apostolat des Eudistes
Après avoir combattu le jansénisme au XVIIIe siècle, l'institut des Eudistes est supprimé lors de la Révolution française, puis reconstitué en 1826. La maison généralice se trouve à Rome.
Dans le dernier quart du XIXe siècle et en réponse au souhait du pape Léon XIII d'ouvrir un champ d'action sacerdotale en Amérique du Sud, les Eudistes s'implantent à Carthagène en Colombie. De là, la congrégation étend son apostolat aux Antilles, au Mexique et au Venezuela. Des centres spirituels eudistes se sont depuis implantés au Brésil, au Chili, en Équateur et au Pérou (Amérique du Sud), au Nicaragua et aux Honduras (Amérique centrale) et dans les Caraïbes (République dominicaine).
Dès 1890, les Eudistes sont présents en Amérique du Nord où ils fondent un premier collège en Acadie dans le nord-est du Canada, dans la baie Sainte-Marie (actuelle province de Nouvelle-Écosse). Ce collège Sainte-Anne de Church Point (Pointe-de-l'Église) est devenu depuis l'université Sainte-Anne, université canadienne francophone. En 1894, les pères construisent un juvénat, transféré par la suite à Bathurst, puis en 1896 un séminaire à Halifax et un second collège, le collège Sacré-Coeur de Caraquet. À partir de 1903, ils fondent de nombreuses œuvres au Québec (Collège Jean-Eudes à Montréal et Externat Saint-Jean-Eudes à Québec notamment).
Depuis 1958, les Eudistes sont présents en Afrique, avec des communautés en Côte d'Ivoire et au Bénin. À partir des années 2020, ils commencent à s'implanter au Togo et au Burkina Faso.
Par ailleurs et depuis 2006, des Eudistes d'Amérique du Nord et du Sud ont fondé un séminaire en Asie, aux Philippines, pour la formation des prêtres diocésains et la prédication de retraites pour des laïcs.

### Hommages et dédicaces d'édifices religieux
L'ancien séminaire de Caen portait le nom de séminaire Saint Jean Eudes jusqu'en juin 2015, date à laquelle il a été regroupé avec le séminaire Saint Yves de Bretagne. La bibliothèque caennaise de l'Institut normand de Sciences religieuses créé en 2020 porte le nom du saint,.
À Québec, Charlesbourg, il existe aussi une école secondaire « Saint-Jean-Eudes ».
Le quartier Saint Jean Eudes-Saint Gilles est l'un des vingt quartiers de Caen. Son développement important dans l'avant-guerre a conduit à la création d'une seconde paroisse distincte de la paroisse Saint-Gilles pour accueillir la nouvelle population ouvrière. L'église Saint-Jean-Eudes est construite entre 1933 et 1944. Les plans initiaux prévoyaient un bâtiment de 20 mètres de large sur 54 mètres de long. Mais des difficultés financières liées à la guerre et à la nature du sol ont obligé à réduire la longueur de moitié. Une fresque de 7 mètres sur 5,50 commandée par le curé en 1941 orne l'entrée. Elle représente la vie de saint Jean Eudes.[réf. souhaitée].
Plusieurs autres églises normandes sont dédiées au saint comme l'église Saint-Jean-Eudes de Rouen édifiée entre 1922 et 1935 en Seine-Maritime, l'église Saint-Jean-Eudes de Saint-Lô élevée au début des années 1980 dans la Manche, la chapelle Saint-Jean-Eudes de Flers construite en 1965 dans l'Orne. Des paroisses normandes sont placées sous son patronage comme les paroisses manchoises Saint-Jean-Eudes de Saint-Lô et Saint-Jean-Eudes de Saint-Sauveur-Lendelin qui regroupe onze communes proches de Coutances ou la toute nouvelle paroisse ornaise Saint-Jean-Eudes au pays d'Argentan fondée le 7 septembre 2024. Il en va de même dans la Nièvre dans le diocèse de Nevers avec la paroisse Saint-Jean-Eudes en Val de Loire.

Sites et personnalités eudistes
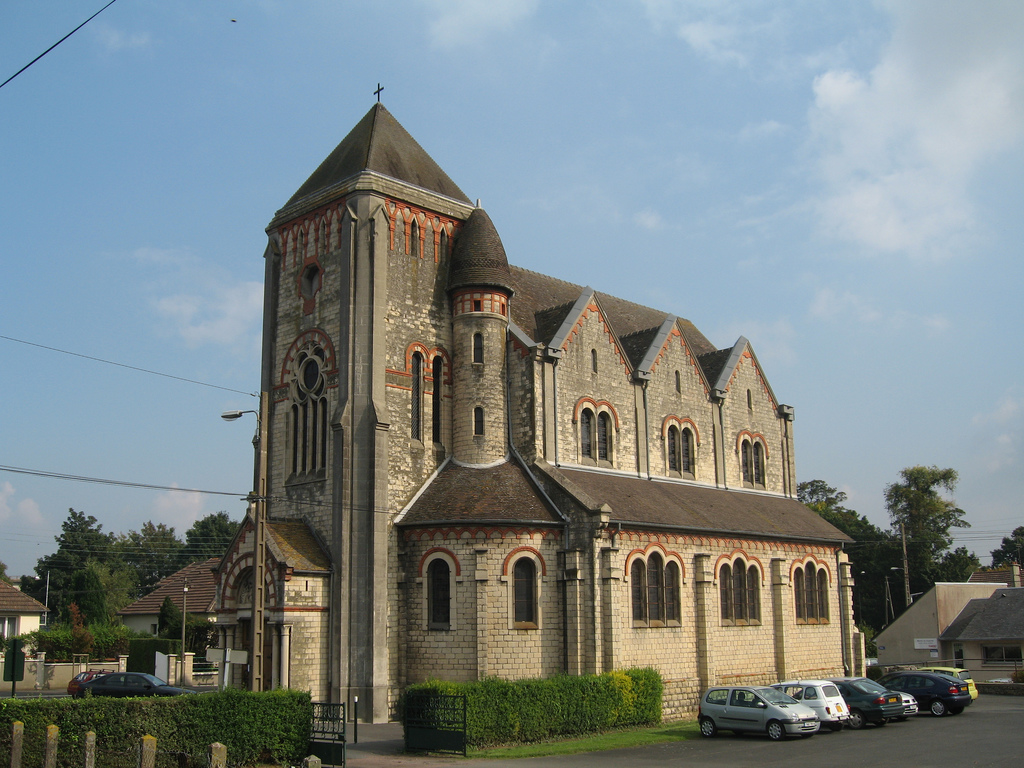
L'église Saint-Jean-Eudes de Caen.
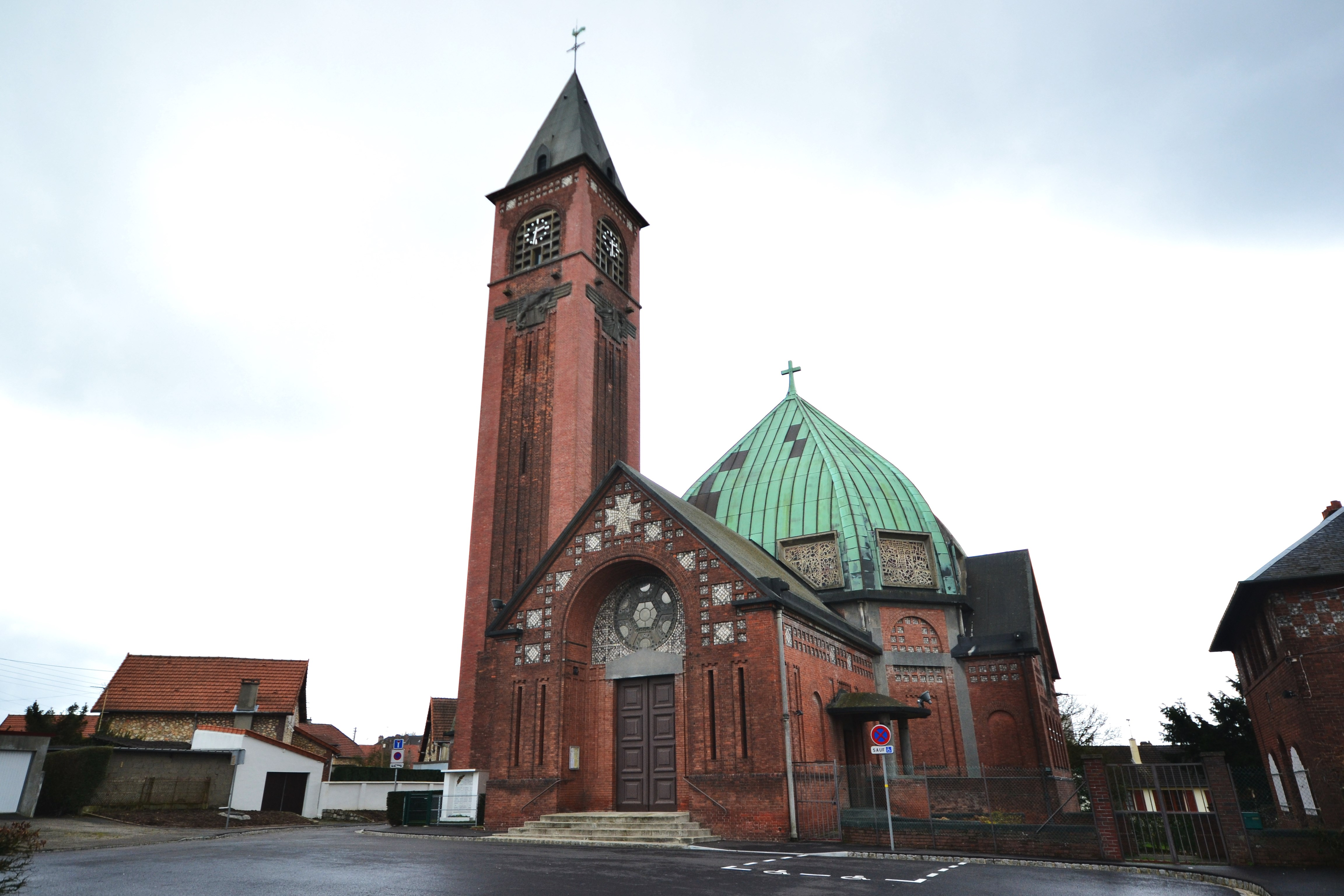
L'église Saint-Jean-Eudes de Rouen.
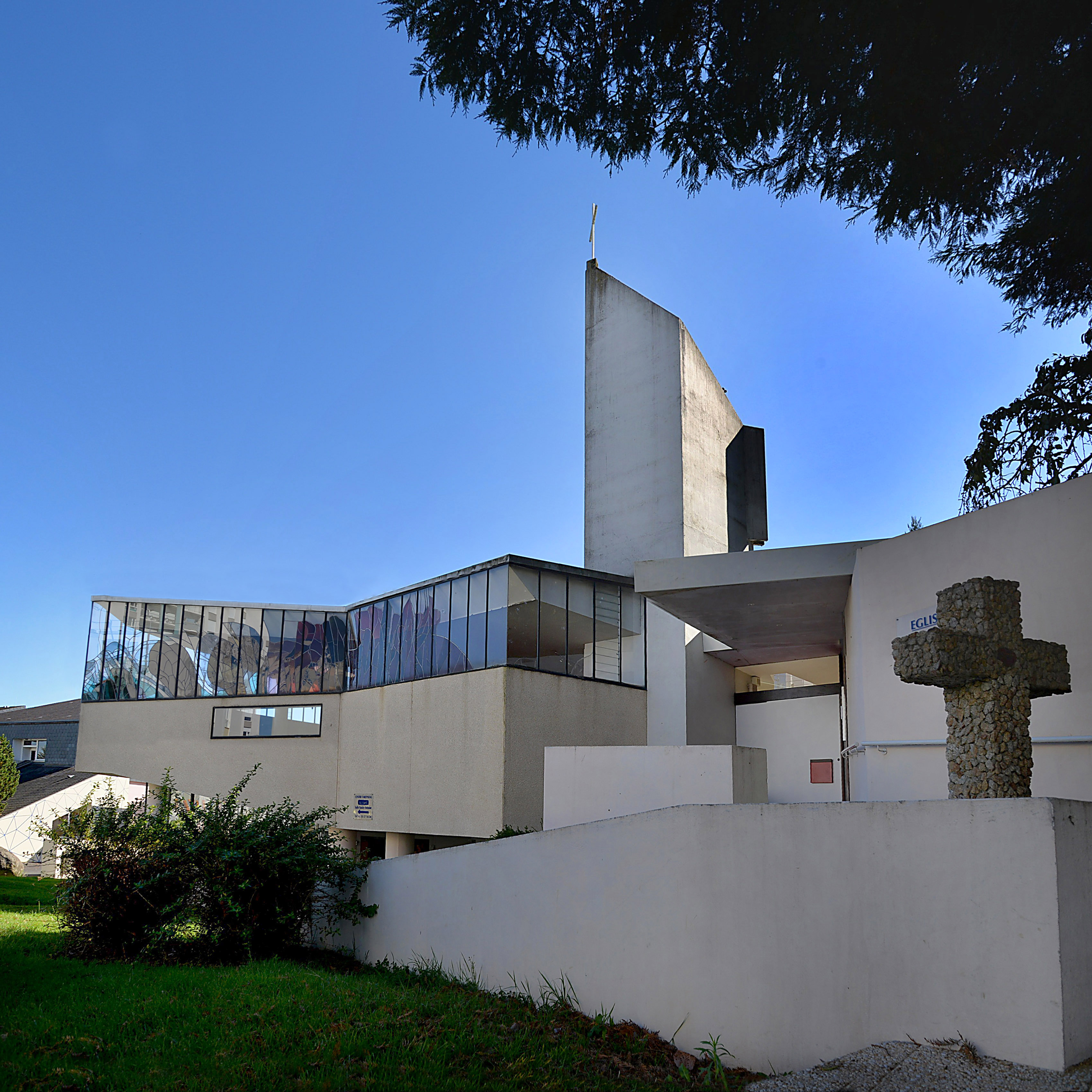
L'église Saint-Jean-Eudes de Saint-Lô.
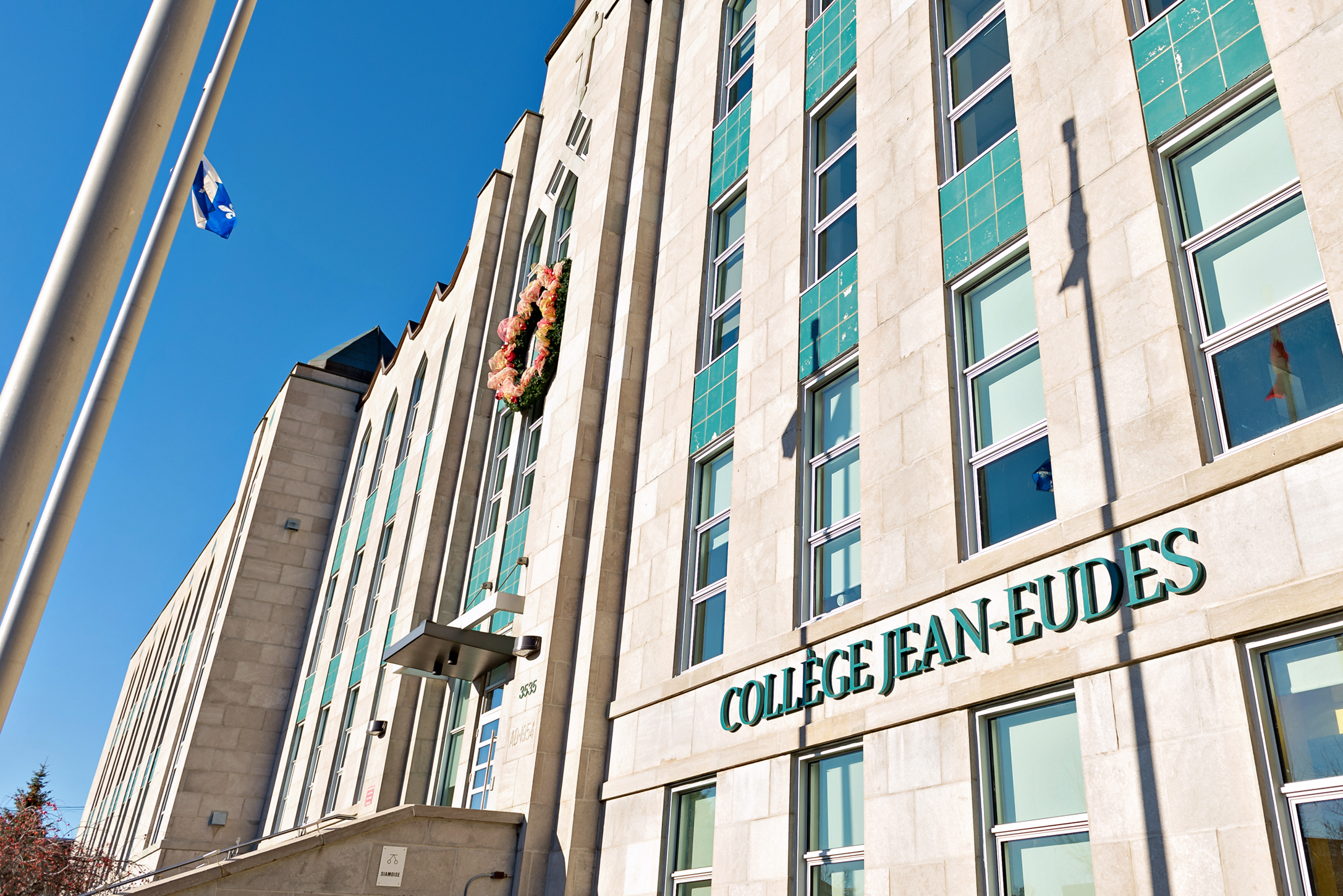
Façade du Collège Jean-Eudes, Montréal.
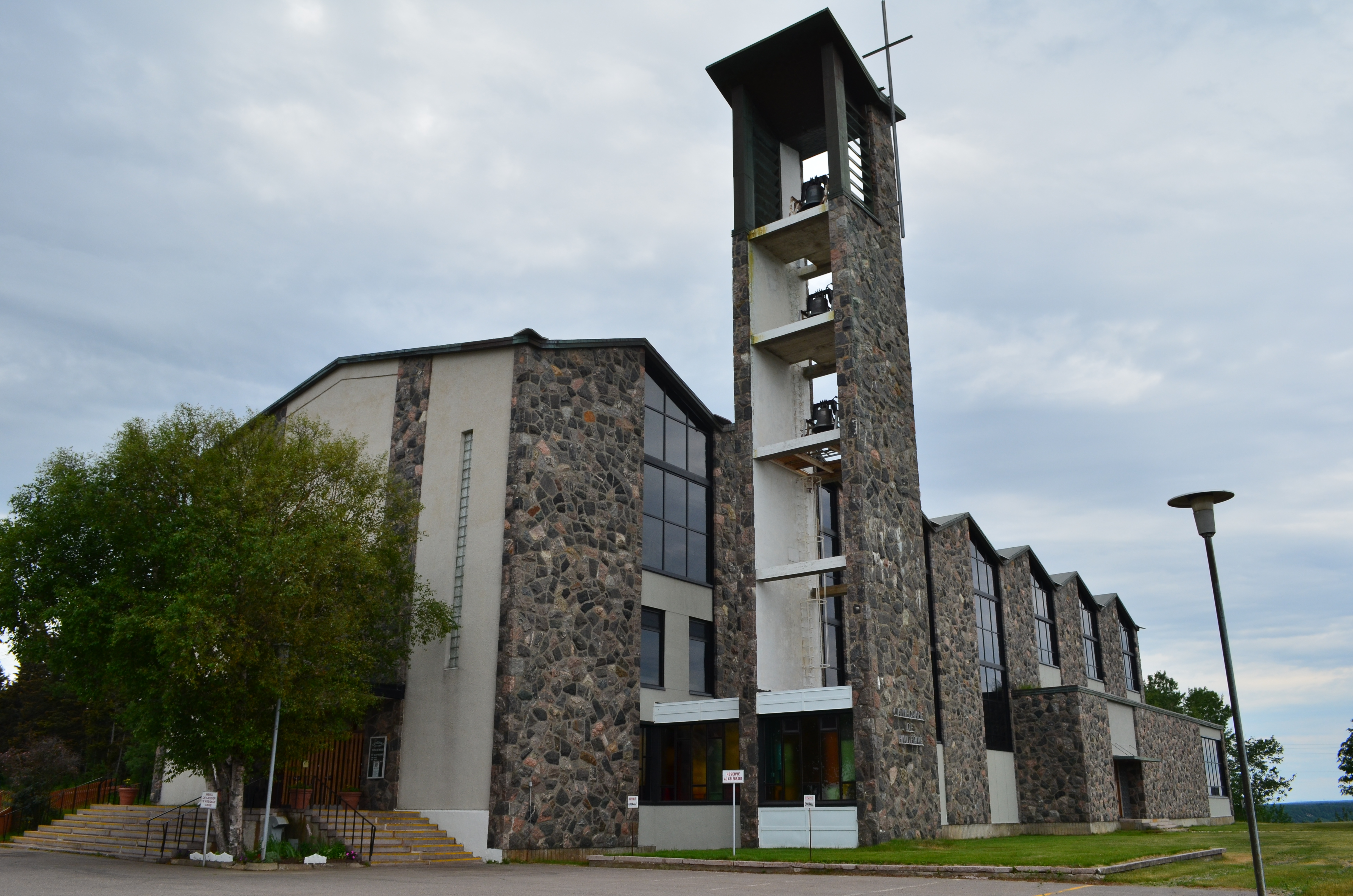
La cathédrale Saint-Jean-Eudes de Baie-Comeau, Québec.
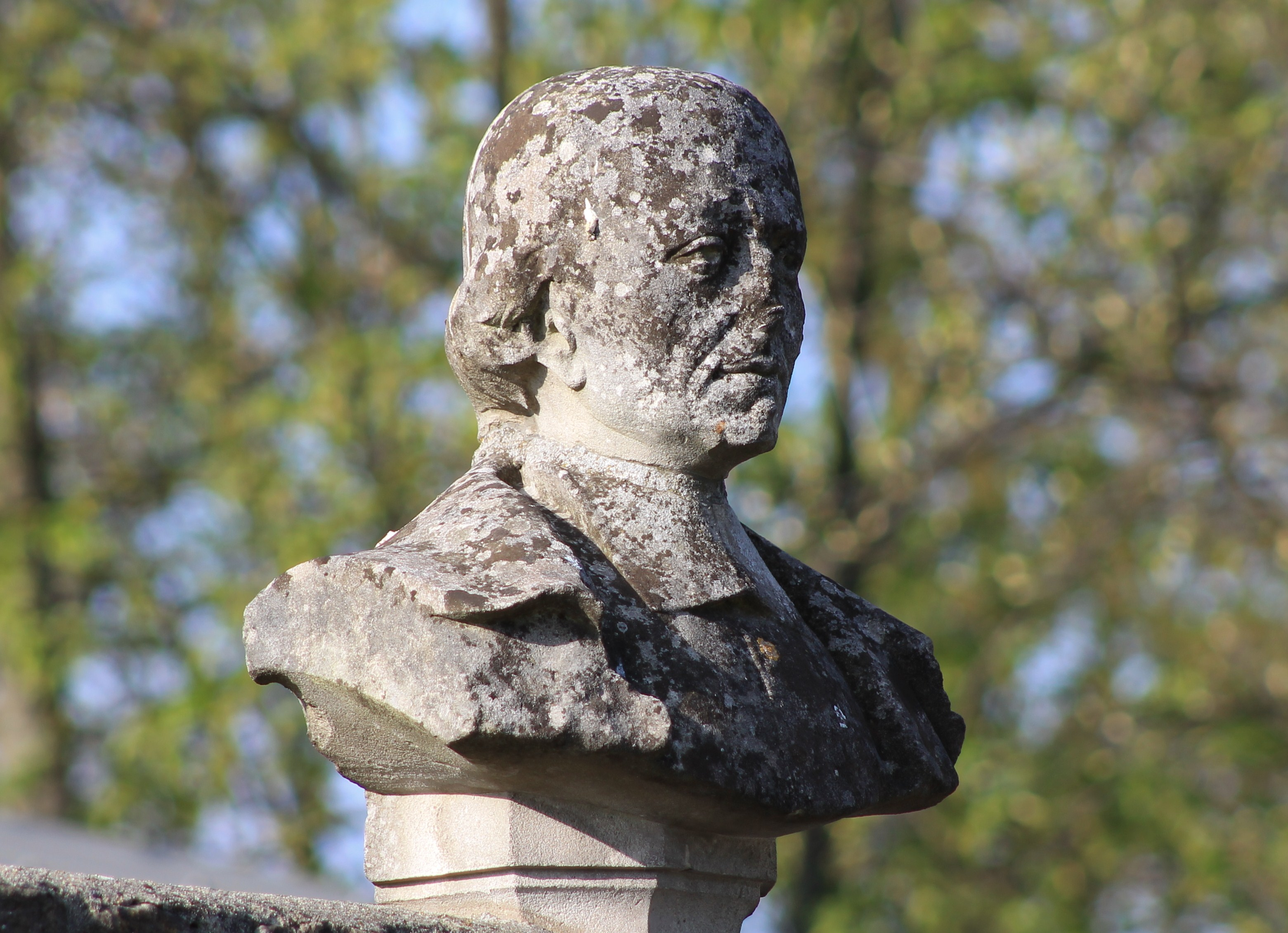
Présence de saint Jean Eudes à Caen.
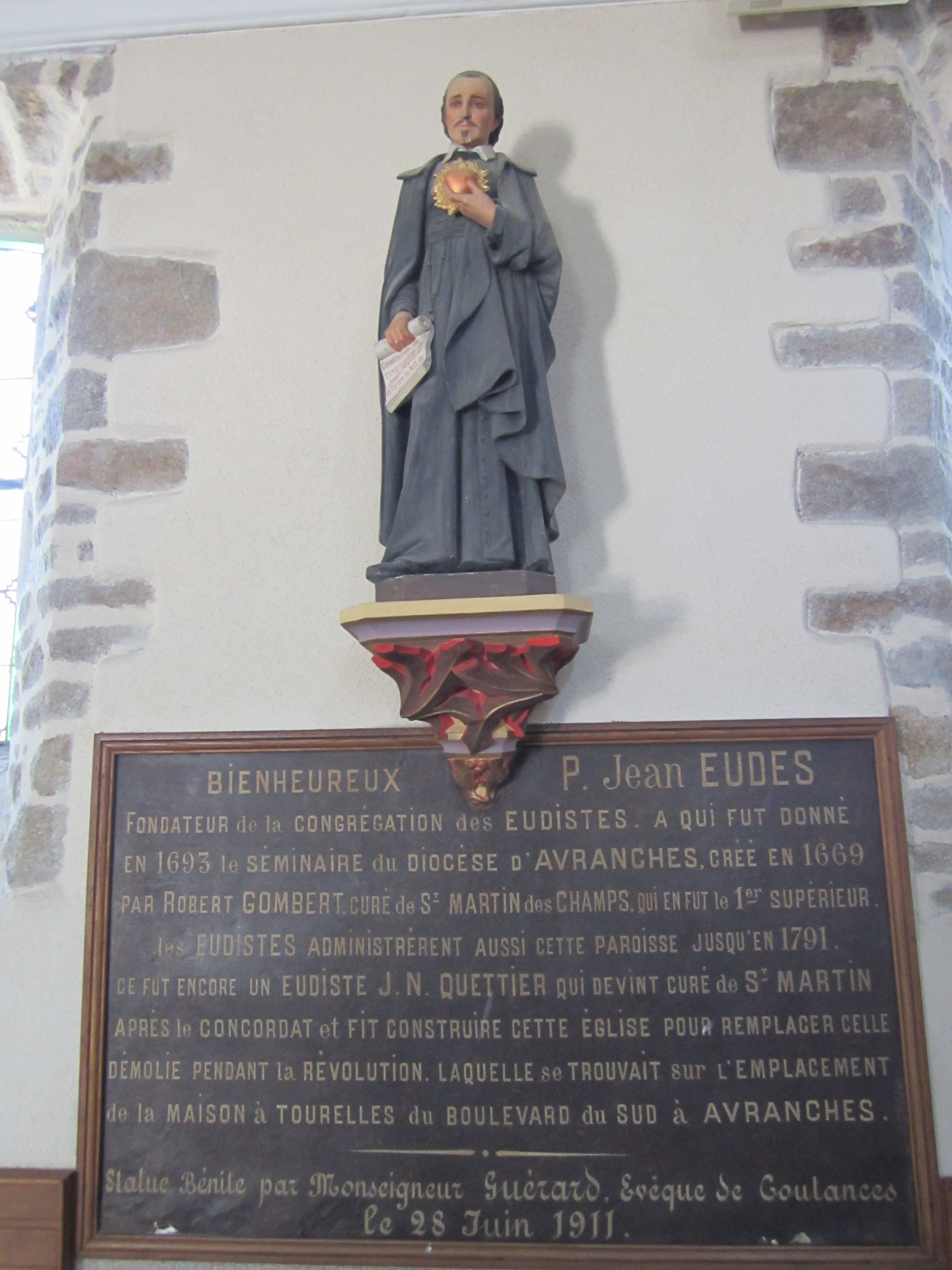
Souvenir d'une mission de saint Jean Eudes.
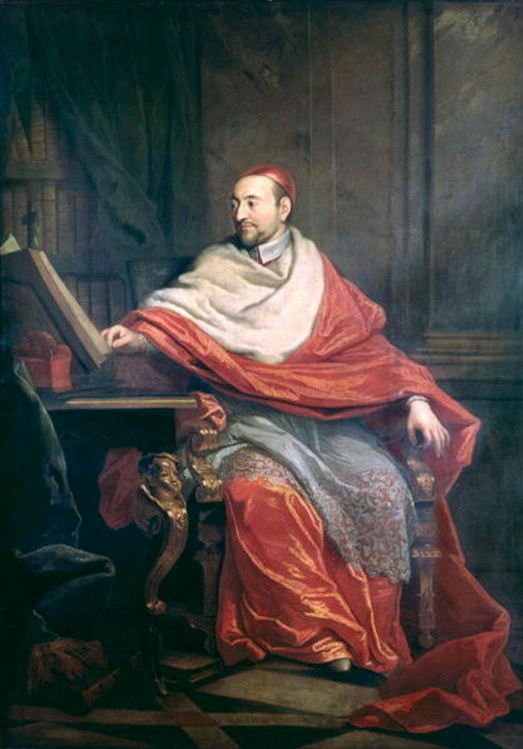
Pierre de Bérulle, fondateur de l'Oratoire et maître de Jean Eudes.

## Représentations

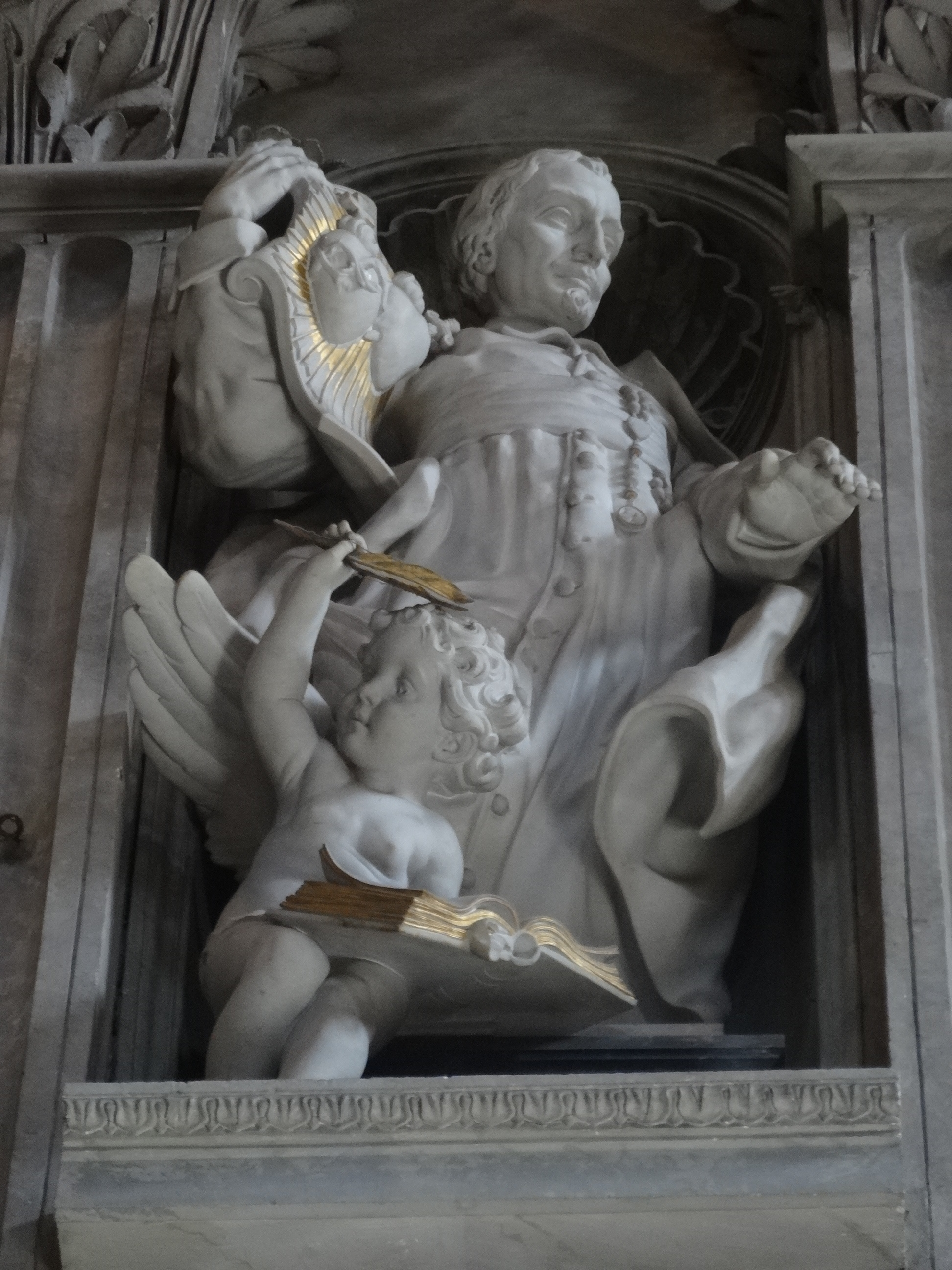
Statue à Saint-Pierre de Rome.

Une statue en pied de saint Jean-Eudes figure dans Saint-Pierre de Rome depuis 1932. Elle occupe une niche haute, la deuxième à droite de la nef en entrant dans la basilique. Commandée par le postulateur du saint, le père Gabriel Mallet, elle a été réalisée par le sculpteur Silvio Silva en marbre de Carrare. Le saint, en soutane, est drapé d'un manteau ouvert dont le revers droit porte les symboles de sa spiritualité : les cœurs de Marie et de Jésus dont les rayons sont dorés à l'or fin.